# 招浩明
招浩明（英語：Edsel Chiu Ho Ming，1987年9月14日—），香港男演員、魔術師及健身教練。現為無綫電視經理人合約藝員。

## 簡歷
招浩明家境不俗，為家中獨子，從小與父母同住九龍塘，母親甘潤雯曾是《1984年度香港小姐競選》30強參賽者。他曾就讀喇沙小學與喇沙書院，中二時隨家人移居美國亞凱迪亞和就讀亞凱迪亞高中（Arcadia High School），14、15歲寫信自薦加入無綫電視卻不成功，2005年8月搬到長灘居住，2011年則畢業於美國加州州立大學長堤分校商業及財務管理學系。他自小熱愛魔術，是魔術城堡成員之一，曾在美國參加過不少大型魔術比賽，並屢獲殊榮，包括《魔術城堡近景魔術奧林匹克大賽》金杯獎（2006年）、《國際魔術家協會年度近景魔術大賽》冠軍（2007年）、《拉斯維加斯世界近景魔術大賽》銅獎及好萊塢魔術城堡青年年度魔術師（2008年）等。
招浩明涉足娛樂圈前分別任職大通銀行理財服務員（2008年）、美國銀行客戶服務人員（2009至2010年）與中璽國際控股有限公司運營管理員（2011年），期間曾獲得兩次《超級巨聲》、《魔法擂台》面試機會卻趕不及赴約。2012年，他嘗試投考第26期無綫電視藝員訓練班，失敗後便到國泰港龍航空當了2年空中服務員，2015年再投考第28期無綫電視藝員訓練班而正式成為藝人。2017年，他參演該台處境劇《愛·回家之開心速遞》中「英進」一角漸為人所認識，2019年成功考獲健身教練牌照，現時也以魔術師和健身教練作為副業。

## 演出作品

### 電視劇
| 首播       | 劇名                 | 角色                             |
| 無綫電視   |                      |                                  |
| 2015年     | 愛·回家 (第二輯)     | 伴 郎（第870集）                 |
| 2016年     | 愛·回家之八時入席    | 柏 哥                            |
| 2016年     | 火線下的江湖大佬     | 飛 仔（第3、8集）                |
| 2016年     | 廉政行動2016         | 伴 郎（第5集）                   |
| 2016年     | 一屋老友記           | 速遞員（第6集）                  |
| 2016年     | 完美叛侶             | 亞太印港商貿公司職員             |
| 2016年     | 超能老豆             | 籃球隊隊員（第1集）              |
| 2016年     | 城寨英雄             | 街 坊                            |
| 2016年     | 律政強人             | 保 鑣                            |
| 2016年     | 來自喵喵星的妳       | 任國邦（George）                 |
| 2016年     | 幕後玩家             | Gordon                           |
| 2017年至今 | 愛·回家之開心速遞    | 英 進（Hanson）                  |
| 2017年     | 味想天開             | 廚 師                            |
| 2017年     | 財神駕到             | 廚舞會賓客                       |
| 2017年     | 財神駕到             | 隨 從                            |
| 2017年     | 迷                   | 大提琴手（第27集）               |
| 2017年     | 與諜同謀             | 賭場經理（第9集）                |
| 2017年     | 我瞞結婚了           | 薄餅速遞員                       |
| 2017年     | 心理追兇 Mind Hunter | 警 員                            |
| 2017年     | 全職沒女             | 送餐服務員                       |
| 2017年     | 全職沒女             | 森山野仁助手（第18集）           |
| 2017年     | 不懂撒嬌的女人       | 記 者                            |
| 2017年     | 超時空男臣           | 記 者（第5、7、20集）            |
| 2017年     | 賭城群英會           | 醫 生（第14、27集）              |
| 2017年     | 踩過界               | 蒲 客（第3、5集）                |
| 2017年     | 同盟                 | 足球員（第5集）                  |
| 2017年     | 同盟                 | 偽飛虎隊隊員（第8集）            |
| 2017年     | 雜警奇兵             | 軍裝警員                         |
| 2017年     | 使徒行者2            | 林森豹                           |
| 2017年     | 老表，畢業喇！       | 特約演員（第8集）                |
| 2017年     | 誇世代               | 重案組探員（第10、13、16、19集） |
| 2017年     | 降魔的               | 柯 田（第16 - 18集）             |
| 2017年     | 溏心風暴3            | 兄弟團（第8集）                  |
| 2018年     | 平安谷之詭谷傳說     | 陸水霖                           |
| 2018年     | 三個女人一個「因」   | 面試生（第1集）                  |
| 2018年     | 三個女人一個「因」   | 利盛強朋友（第11集）             |
| 2018年     | 翻生武林             | 純真派弟子                       |
| 2018年     | 逆緣                 | 精神科醫生（第11集）             |
| 2018年     | 逆緣                 | 醫 生（第34集）                  |
| 2018年     | 棟仁的時光           | 裝修師傅（第7集）                |
| 2018年     | 宮心計2深宮計        | 羽林軍（第11集）                 |
| 2018年     | BB來了               | Kyle（第6集）                    |
| 2018年     | 跳躍生命線           | 青 年（第5集）                   |
| 2018年     | 是咁的，法官閣下     | 陳律師（第19集）                 |
| 2018年     | 兄弟                 | 神秘人（第24集）                 |
| 2018年     | 救妻同學會           | Paul（第6集）                    |
| 2018年     | 大帥哥               | 荷 官（第28集）                  |
| 2019年     | 鐵探                 | 鑑證科人員（第9、24、28集）      |
| 2019年     | 婚姻合伙人           | 記 者（第2、3、10、13、19集）    |
| 2019年     | 白色強人             | 廉（第16集）                     |
| 2019年     | 包青天再起風雲       | 明                               |
| 2019年     | 金宵大廈             | Derek（第13集）                  |
| 2019年     | 解決師               | 醫 生（第16集）                  |
| 2020年     | 黃金有罪             | 刑事警察（第2集）                |
| 2020年     | 機場特警             | 曾保明（第24集）                 |
| 2020年     | 十八年後的終極告白   | 刑事警察（第15、16、20集）       |
| 2021年     | 刑偵日記             | 工作人員（第1集）                |
| 2021年     | 把關者們             | 海關關員（第26集）               |
| 2021年     | 換命真相             | 琛（第9集）                      |
| 2022年     | 鐵拳英雄             | 趙紅花手下（第22、23集）         |
| 2022年     | 痞子殿下             | 路歧人                           |
| 2023年     | 寵愛Pet Pet          | 何家豪（Paul）                   |

### 綜藝節目
| 首播           | 節目名                      | 備註                   |
| 美國之音       |                             |                        |
| 2005年         |                             | 表演嘉賓               |
| 國際衛視       |                             |                        |
| 2012年         | ICN龍騰四海北美春晚         | 參賽者                 |
| 中國中央電視台 |                             |                        |
| 2012年         | 游子吟 中國心               | 參賽者                 |
| 亞洲電視       |                             |                        |
| 2013年         | 我要上ATV春晚               | 參賽者                 |
| 無綫電視       |                             |                        |
| 2005年         |                             | 表演嘉賓（TVB USA）    |
| 2015年         | 活得健康嗎？                | 演出第3集              |
| 2017年         | TVB50周年 華麗轉身 邁步同行 | 演出                   |
| 2017年         | 終極街頭魔法王              | 演出第4集              |
| 2018年         | TVB 50+1再出發節目巡禮2019  | 嘉賓                   |
| 2018年         | 萬千星輝賀台慶2018          | 演出嘉賓               |
| 2019年         | PARK YOHO週末速遞           | 演出第3集（飾演 招仔） |
| 2021年         | 明星運動會                  | 演出                   |
| 2021年         | 歡樂滿東華                  | 演出                   |
| 2022年         | 全城一叮                    | 參賽者                 |
| 2022年         | 樓價有得估                  | 演出                   |
| 2023年         | 歡樂滿東華2023              |                        |
| 2024年         | 龍舞雲祥年初一              |                        |

### 電台節目
- 2012年：KAZN AM1300 中文廣播電臺（國語） 嘉賓
- 2012年：KAZN AM1300 中文廣播電臺（粵語） 嘉賓

## 曾獲獎項與提名
| 年份   | 獎項                                   | 結果 |
| 2006年 | 魔術城堡近景魔術奧林匹克大賽「金杯獎」 | 獲獎 |
| 2007年 | 國際魔術家協會年度近景魔術大賽冠軍     | 獲獎 |
| 2008年 | 拉斯維加斯世界近景魔術大賽銅獎         | 獲獎 |
| 2008年 | 好萊塢魔術城堡青年年度魔術師           | 獲獎 |